# Jon McGlocklin
Jon P. McGlocklin (Franklin, 10 giugno 1943) è un ex cestista statunitense, professionista nella NBA.

## Carriera
Venne selezionato dai Cincinnati Royals al terzo giro del Draft NBA 1965 (24ª scelta assoluta).

## Palmarès
- Campionato NBA: 1

Milwaukee Bucks: 1971
- NBA All-Star (1969)